# سيدي اعمر (ولاية سعيدة)
توجد بلدية سيدي اعمر ولاية سعيدة تحدها شمالا بلدية سيدي أحمد وشرقا بلدية عين سلطان وغربا بلدية عين لحجر وهي بلدية تعدادها السكاني حوالي 27000 نسمة يمارس الزراعة كمصدر أساسي